# Basil Hossu

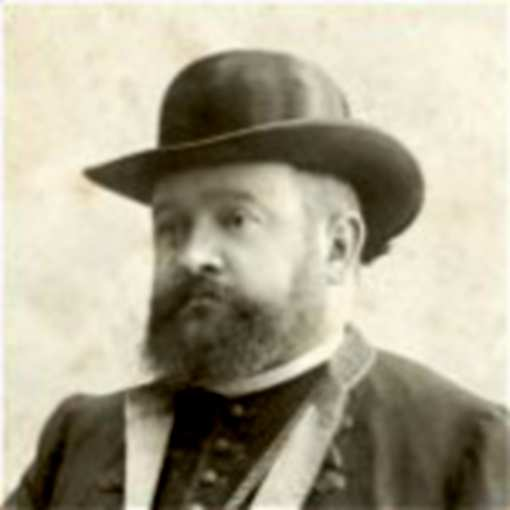
Basil Hossu, Bischof von Gherla, Armenopoli, Szamos-Ujvár

Basil Hossu, auch Vasile Hosszu (* 16. August 1866 in Târgu Mureș (deutsch: Neumarkt am Mieresch; ungarisch: Marosvásárhely), Großfürstentum Siebenbürgen; † 13. Januar 1916 in Budapest) war rumänisch-griechisch-katholischer Bischof von Gherla, Armenopoli, Szamos-Ujvár (deutsch: Neuschloss/Armenierstadt; ungarisch: Szamosújvár).

## Leben
Er besuchte die Grundschule in Târgu Mureș und Reghin (deutsch: Sächsisch Regen; ungarisch: Szászrégen), das Gymnasium in Târgu Mureș. Nach dem Abitur schickte ihn Erzbischof Ioan Vancea im Herbst 1882 an das Päpstliche Griechische Kolleg vom Hl. Athanasius in Rom und an die  Päpstliche Universität Urbaniana, dort promovierte er am 6. August 1884 zum Doktor der Philosophie. Schwer erkrankt musste er sein Theologiestudium abbrechen und am 5. Juli 1887 nach Hause zurückkehren. Kaum genesen war er im Herbst des gleichen Jahres schon wieder in Rom um sein Studium zu beenden. Auf Grund seiner hervorragenden Leistungen wurde er auf Anordnung von Papst Leo XIII. vom Studium befreit und zu den Prüfungen zugelassen und beendete es am 13. November 1887 mit dem Doktor der Theologie in Rom. Am 27. August 1888 wurde er in der Kathedrale von Blaj von Erzbischof Vancea zum Priester des Zölibats geweiht und am nächsten Tag zum Professor für Dogmatische Theologie am Theologischen Seminar in Blaj ernannt. 1898 wurde er Mitglied des Domkapitels des Erzbistums Făgăraș und Alba Iulia.
Durch kaiserliches Dekret vom 16. Mai 1903 wurde zum Bischof von Lugoj ernannt und am 25. Mai 1903 vom Papst bestätigt. Konsekriert wurde er am 21. September 1903 durch Victor Mihaly de Apșa, dem Erzbischof von Făgăraș und Alba Iulia. Mitkonsekrator war Demetriu Radu, der  Bischof von Oradea (Großwardein). Am 21. September 1903 wurde er in der Kathedrale von Lugoj in sein Bistum installiert. Er ließ die Kathedrale renovieren, Kirchen bauen und renovieren, Jugendhäuser und Pfarrschulen errichten. Er ließ Katecheten ausbilden und veranstaltete Volksmissionen zur moralischen Erziehung der Gläubigen.
Am 15. November 1911 ernannte ihm Kaiser Franz Joseph I. von Österreich zum Bischof von Gherla, Armenopoli, Szamos-Ujvár. Papst Pius X. bestätigte diese Ernennung am 10. Dezember 1911 und am 11. August 1912 wurde er in der Kathedrale „Mariä-Einführung-in-den-Tempel“ in Gherla inthronisiert. Auch in seinem neuen Bistum war die Katecheten- und Priesterausbildung sein großes Anliegen.
Der Budapester Arzt George Bilaşcu war sein Freund und Hausarzt. Immer, wenn er in Budapest war, wohnte er einige Tage bei ihm und ließ sich untersuchen. Bei seinem Besuch am 13. Januar 1916 verstarb er überraschend. Sein Leichnam wurde nach Gherla überführt und in der Krypta der Kathedrale beigesetzt. Sein Wunsch, im Kloster Nicula beigesetzt zu werden, ließ sich nicht erfüllen, da die Zeit zur Errichtung einer würdigen Grabstätte zu kurz war.
Basil Hossu war ein Cousin von Ioan Hossu, dem Vater von Bischof Iuliu Hossu; Kardinal in pectore, der sein Nachfolger wurde.